# Méthode d'évaluation de la vulnérabilité résiduelle des systèmes d'information
La Méthode d'évaluation de la vulnérabilité résiduelle des systèmes d'information (ou Mélisa) est une méthode d'analyse de risques mise au point dans le cadre de la direction générale de l'Armement française par Albert Harari.
La méthode a été rachetée par la société CF6 qui en a fait la promotion pendant de nombreuses années, et qui a développé des bases de connaissances pour la majorité des systèmes susceptibles d'être rencontrés par ses consultant. Depuis le rachat de CF6 par Telindus, Melisa a été abandonnée par ses propriétaires bien qu'elle fût largement utilisée en France.